# Alindria lesnei
Alindria lesnei is een keversoort uit de familie schorsknaagkevers (Trogossitidae). De wetenschappelijke naam van de soort werd in 1907 gepubliceerd door Albert Léveillé.